# Teoria clássica de campos
A teoria clássica de campos (português brasileiro) ou campo (português europeu) é uma teoria física que descreve o estudo de como um ou mais campos físicos interagem com a matéria. A palavra "clássica" é usada em contraste com as teorias de campo que incorporam a mecânica quântica (teoria quântica de campos).
Um campo físico pode ser pensado como a atribuição de uma quantidade física em todos os pontos do espaço e do tempo. Por exemplo, numa previsão do tempo, a velocidade do vento durante o dia em um país é descrita através da atribuição de um vetor para cada ponto no espaço. Cada vetor representa a direção do movimento do ar naquele momento. À medida que o dia passa, as direções dos vetores mudam à medida que a direção do vento muda. Do ponto de vista matemático, campos clássicos são descritos por um conjunto de vetores (teoria clássica de campos covariante). A expressão "teoria clássica de campos" é comumente reservada para descrever as teorias físicas sobre eletromagnetismo e gravitação, duas das forças fundamentais da natureza.
A descrição de campos físicos começou antes do advento da teoria da relatividade e em seguida foi revista à luz desta teoria. Conseqüentemente, as teorias clássicas de campos geralmente são classificadas como não-relativista e relativista.
Atualmente, seu desenvolvimento se associa a áreas da matemática como teoria de grupos, álgebras e representações, e até mesmo de topologia. É uma área de interesse para os pesquisadores que trabalham com sistemas não lineares, sistemas exatamente integráveis e sólitons.

## Teorias de campos não-relativistas
Alguns dos campos físicos mais simples são os de força vetorial. Historicamente, os campos foram levados a sério pela primeira vez com as linhas de força de Faraday, ao descrever o campo elétrico. O campo gravitacional foi descrito então da mesma forma.

### Gravitação newtoniana
Uma teoria clássica de campos sobre a gravidade é a gravitação newtoniana, que descreve a força gravitacional como uma interação mútua entre duas massas.
Em um campo gravitacional, se uma partícula de prova de massa gravitacional m experimenta uma força F, então a força do campo gravitacional g é definida por "g = F / m", onde é necessário que a massa de prova m seja pequena o suficiente para que sua presença efetivamente não perturbe o campo gravitacional. A lei da gravitação de Newton diz que duas massas separadas por uma distância r experimenta uma força
{\displaystyle {\vec {F}}=-{\frac {Gm_{1}m_{2}}{r^{2}}}{\hat {r}}}
onde {\displaystyle {\hat {r}}} é um vetor unitário que aponta para um dos objetos. Usando a segunda lei de Newton (para massa inercial constante), F = ma leva a uma definição da intensidade do campo gravitacional devido a uma massa m:
{\displaystyle {\vec {g}}=-G{\frac {m}{r^{2}}}{\hat {r}}.}
A observação experimental de que as massas inercial e gravitacional são iguais leva à identificação da intensidade do campo gravitacional como idêntico à aceleração experimentada por uma partícula. Este é o ponto de partida do princípio da equivalência, que leva a relatividade geral.

### Eletrostática
Uma partículas de teste carregada, de carga q, experimenta uma força F proveniente unicamente em sua carga. Podemos igualmente descrever o campo elétrico E de modo que F = qE. Usando isto e o conteúdo da lei de Coulomb, definimos o campo elétrico devido a uma única partícula carregada como
{\displaystyle {\vec {E}}={\frac {1}{4\pi \epsilon _{0}}}{\frac {q}{r^{2}}}{\hat {r}}.}

## Teoria de campos relativística
Formulações modernas para teorias clássicas de campos geralmente requerem a covariância de Lorentz, pois isto hoje é reconhecido como um aspecto fundamental da natureza. Uma teoria de campos tende a ser expressa matematicamente com Lagrangianas. Esta é uma função que, quando submetida a um princípio de ação, dá origem às equações de campo e uma lei de conservação para a teoria.
Usamos um sistema de unidades onde c = 1.

### Dinâmica lagrangiana
Dado um campo tensorial {\displaystyle \phi }, um escalar chamado de densidade Lagrangiana {\displaystyle {\mathcal {L}}(\phi ,\partial \phi ,\partial \partial \phi ,...,x)}  pode ser construído a partir de {\displaystyle \phi } e suas derivadas.
A partir desta densidade, o funcional ação pode ser construído através da integração ao longo do espaço-tempo:
{\displaystyle {\mathcal {S}}[\phi ]=\int {{\mathcal {L}}[\phi (x)]\,\mathrm {d} ^{4}x}.}
Em seguida, através da aplicação do Princípio da mínima ação, as equações de Euler-Lagrange são obtidas:
{\displaystyle {\frac {\delta {\mathcal {S}}}{\delta \phi }}={\frac {\partial {\mathcal {L}}}{\partial \phi }}-\partial _{\mu }\left({\frac {\partial {\mathcal {L}}}{\partial (\partial _{\mu }\phi )}}\right)=0.}

## Campos Relativísticos
Duas das teorias clássicas de campos covariante de Lorentz mais conhecidas são agora descritas.

### Eletromagnetismo
Historicamente, as primeiras teorias (clássicas) de campos foram as que descrevem os campos elétrico e magnético (separadamente). Depois de inúmeras experiências, verificou-se que esses dois campos estão relacionados, ou, na verdade, dois aspectos do mesmo campo: o campo eletromagnético. A teoria eletromagnética de Maxwell descreve a interação da matéria carregada com o campo eletromagnético. A primeira formulação dessa teoria de campos utilizou campos de vetores para descrever os campos elétrico e magnético. Com o advento da relatividade especial, uma formulação melhorada (e mais consistente com a mecânica) utilizando campos tensoriais foi obtida. Em vez de usar dois campos de vetores que descrevem os campos elétrico e magnético, é usado um campo tensorial que representa esses dois campos.
Temos o potencial eletromagnético, {\displaystyle A_{a}=\left(-\phi ,{\vec {A}}\right)}, e a quadricorrente {\displaystyle j_{a}=\left(-\rho ,{\vec {j}}\right)}. O campo eletromagnético em qualquer ponto do espaço-tempo é descrito pelo tensor do campo eletromagnético anti-simétrico de ordem 2
{\displaystyle F_{ab}=\partial _{a}A_{b}-\partial _{b}A_{a}.}

#### A Lagrangiana
Para obter a dinâmica para este campo, tentamos construir um escalar a partir do campo. No vácuo, temos {\displaystyle {\mathcal {L}}={\frac {-1}{4\mu _{0}}}F^{ab}F_{ab}.} Podemos usar a teoria de campos de calibre para obter o termo de interação, e isso nos fornece
{\displaystyle {\mathcal {L}}={\frac {-1}{4\mu _{0}}}F^{ab}F_{ab}+j^{a}A_{a}.}

#### As Equações
Isto juntamente com as equações de Euler-Lagrange fornece o resultado desejado, já que as equações de Euler-Lagrange dizem que
{\displaystyle \partial _{b}\left({\frac {\partial {\mathcal {L}}}{\partial \left(\partial _{b}A_{a}\right)}}\right)={\frac {\partial {\mathcal {L}}}{\partial A_{a}}}.}
É fácil ver que {\displaystyle \partial {\mathcal {L}}/\partial A_{a}=\mu _{0}j^{a}}. O lado esquerdo é mais complicado. Tomando cuidado com os fatores de {\displaystyle F^{ab}}, no entanto, o cálculo fornece {\displaystyle \partial {\mathcal {L}}/\partial (\partial _{b}A_{a})=F^{ab}}. Juntas, as equações de movimento são então
{\displaystyle \partial _{b}F^{ab}=\mu _{0}j^{a}.}
Isto nos fornece uma equação vetorial, que são as equações de Maxwell no vácuo. As outras duas são obtidas do fato de que F é o 4-rotacional de A:
{\displaystyle 6F_{[ab,c]}\,=F_{ab,c}+F_{ca,b}+F_{bc,a}=0.}
onde a vírgula indica derivada parcial.

### Gravitação
Após a gravitação de Newton ser considerada inconsistente com a relatividade especial, Albert Einstein formulou uma nova teoria da gravitação chamada de relatividade geral. Esta trata a gravidade como um fenômeno geométrico ("espaço-tempo curvo"), causado pela matéria e representa o campo gravitacional matematicamente por um campo tensorial chamado tensor métrico. As equações de campo de Einstein descrevem como tal curvatura é produzida. As equações de campo podem ser diferenciadas usando-se a ação de Einstein-Hilbert. Variando-se a Lagrangiana
{\displaystyle {\mathcal {L}}=\,R{\sqrt {-g}}},
onde {\displaystyle R\,=R_{ab}g^{ab}} é o tensor de Ricci escrito em termos do tensor de Ricci {\displaystyle \,R_{ab}} e do tensor métrico {\displaystyle \,g_{ab}}, que levam às equações de campo no vácuo,
{\displaystyle G_{ab}\,=0},
onde {\displaystyle G_{ab}\,=R_{ab}-{\frac {R}{2}}g_{ab}} é o tensor de Einstein.